# Chiridiella bichela
Chiridiella bichela är en kräftdjursart som beskrevs av Deevey 1974. Chiridiella bichela ingår i släktet Chiridiella och familjen Aetideidae. Inga underarter finns listade i Catalogue of Life.